# Wereldkampioenschappen bobsleeën 2009
De wereldkampioenschappen bobsleeën in 2009 werden gehouden in het Amerikaanse Lake Placid van 20 februari tot en met 1 maart. Het was het 59e kampioenschap en voor de achtste keer in de Amerikaanse stad. Net als vorig jaar stonden vier onderdelen op het programma. Tegelijkertijd werden er ook de wereldkampioenschappen skeleton afgewerkt.

## Mannen

### Tweemansbob
Datum: 21 en 22 februari 2009

Na zilver op de vorige WK wint de Zwitser Ivo Rüegg nu goud. Hij doet dit met remmer Cédric Grand die in 2001 op het WK zilver won. De Duitser André Lange staat voor het eerst sinds 2003 naast het podium. De Nederland-1 met van Edwin van Calker en Sybren Jansma wordt 19e en de Nederland-2 met Vincent Kortbeek en Cesar Gonzalez eindigt als 26e in een veld van 32 deelnemers.
| Plaats | Team                   | Bobbers                            | Tijd    |
| ------ | ---------------------- | ---------------------------------- | ------- |
| 1      | Zwitserland SUI-2      | Ivo Rüegg Cédric Grand             | 3.42,20 |
| 2      | Duitsland GER-1        | Thomas Florschütz Marc Kühne       | 3.42,42 |
| 3      | Verenigde Staten USA-2 | Steven Holcomb Curtis Tomasevicz   | 3.42,60 |
| 4      | Rusland RUS-1          | Aleksandr Zoebkov Aleksej Vojevoda | 3.42,74 |
| 5      | Duitsland GER-2        | André Lange Kevin Kuske            | 3.43,12 |
| 6      | Canada CAN-1           | Pierre Lueders David Bissett       | 3.43,52 |

### Viermansbob
Datum: 28 februari en 1 maart 2009

24 teams hadden zich ingeschreven. Een team startte niet. Al tijdens de eerste run crashte de Duitsland-1 van Karl Angerer en de Monaco-1 haalde de eindstreep in de tweede run niet. De Nederland-1 eindigde als zevende, de hoogste positie ooit voor een Nederlandse bob tijdens een WK.
| Plaats | Team      | Bobbers                                                              | Tijd    |
| ------ | --------- | -------------------------------------------------------------------- | ------- |
| 1      | USA USA-1 | Steven Holcomb Justin Olsen Steve Mesler Curtis Tomasevicz           | 3.36,61 |
| 2      | GER GER-2 | André Lange Alexander Roediger Kevin Kuske Martin Putze              | 3.37,58 |
| 3      | LAT LAT-1 | Janis Minins Daumants Dreiskens Oskars Melbardis Intars Dambis       | 3.37,61 |
| 4      | RUS RUS-1 | Alexsandr Zubkov Roman Oreshnikov Dmitry Trunenkov Dmitry Stepushkin | 3.38,05 |
| 5      | RUS RUS-2 | Dmitry Abramovitch Philipp Egorov Alexey Seliverstov Petr Moiseev    | 3.38,33 |
| 6      | SUI SUI-1 | Ivo Rueegg Roman Handschin Thomas Lamparter Cédric Grand             | 3.38,39 |
| 7      | NED NED-1 | Edwin van Calker Arno Klaasen Sybren Jansma Timothy Beck             | 3.39,02 |

## Vrouwen

### Tweemansbob
Datum:20 en 21 februari 2009

Na het zilver van 2005 haalde het Verenigd Koninkrijk voor het eerst de gouden medaille. België was voor het eerst actief op een WK. De slee met Elfje Willemsen en Eva Willemarck haalde de 18e plaats. De Nederland-1 met Esme Kamphuis en Tine Veenstra eindigde als 13e.
| Plaats | Team                      | Bobbers                           | Tijd    |
| ------ | ------------------------- | --------------------------------- | ------- |
| 1      | Verenigd Koninkrijk GBR-1 | Nicola Minichiello Gillian Cooke  | 3.48,22 |
| 2      | Verenigde Staten USA-1    | Shauna Rohbock Elana Meyers       | 3.48,60 |
| 3      | Duitsland GER-2           | Cathleen Martini Janine Tischer   | 3.48,84 |
| 4      | Canada CAN-1              | Helen Upperton Jennifer Ciochetti | 3.48,93 |
| 5      | Canada CAN-2              | Kaillie Humphries Heather Moyse   | 3.48,97 |
| 6      | Verenigde Staten USA-2    | Erin Pac Michelle Rzepkae         | 3.49,00 |

## Combinatie
Datum: 22 februari 2009 

Acht teams namen deel aan de combinatiewedstrijd. Voor de derde keer in de geschiedenis stond dit onderdeel op het programma en voor de derde keer was Duitsland de sterkste.
| Plaats | Team                      | Deelnemers | Tijd    |
| ------ | ------------------------- | --- | ------- |
| 1      | Duitsland GER-1           | skeleton, mannen Frank Rommel bobslee, vrouwen Sandra Kiriasis, Patricia Polifka skeleton, vrouwen Marion Trott bobslee, mannen Thomas Florschütz, Andreas Barucha | 3.45,41 |
| 2      | Zwitserland SUI-1         | skeleton, mannen Gregor Staehli bobslee, vrouwen Sabina Hafner, Anne Dietrich skeleton, vrouwen Maya Pedersen bobslee, mannen Ivo Rueegg, Cédric Grand             | 3.45,65 |
| 3      | Verenigde Staten USA-1    | skeleton, mannen Eric Bernotas bobslee, vrouwen Shauna Rohbock, Valerie Fleming skeleton, vrouwen Katie Uhlaender bobslee, mannen Steven Holcomb, Justin Olsen     | 3.45,66 |
| 4      | Canada CAN-1              | skeleton, mannen Jeff Pain bobslee, vrouwen Helen Upperton, Amanda Moreley skeleton, vrouwen Mellisa Hollingsworth bobslee, mannen Lyndon Rush, Chris Le Bihan     | 3.45,76 |
| 5      | Verenigd Koninkrijk GBR-1 | skeleton, mannen Anthony Sawyer bobslee, vrouwen Nicola Minichiello, Jackie Gunn skeleton, vrouwen Amy Williams bobslee, mannen John James Jackson, Henry Nwume    | 3.46,03 |
| 6      | Verenigde Staten USA-2    | skeleton, mannen Matthew Antoine bobslee, vrouwen Erin Pac, Michelle Rzepka skeleton, vrouwen Noelle Pikus-Pace bobslee, mannen Todd Hays, T.J. Burns              | 3.46,20 |